# Un gust amar
Un gust amar este un film românesc din 2016 regizat de Raluca Ungureanu. Rolurile principale au fost interpretate de actorii Mircea Andreescu, Marius Florea Vizante.

## Distribuție
Distribuția filmului este alcătuită din:
- Mircea Andreescu — Domnul Papadopol
- Marius Florea Vizante — Dr. Munteanu
- Camelia Maxim — Doamna Munteanu